# Société mathématique de Nouvelle-Zélande
La Société mathématique de Nouvelle-Zélande (en anglais : New Zealand Mathematical Society, NZMS) est une société savante de mathématiciens de Nouvelle-Zélande. Elle est répertoriée par la Société royale de Nouvelle-Zélande en tant qu'organisation affiliée responsable de la recherche en mathématiques, et par l'Union mathématique internationale comme la société mathématique nationale de son pays. Le nombre total de membres dans la société a varié d'environ 100 peu de temps après sa fondation en  1974 pour atteindre entre 200 et 300 lors de son 25e anniversaire en 1999.

## Histoire
La NZMS a ses origines dans le rapport annuel du Colloque mathématique de Nouvelle-Zélande qui s'est tenu en 1966 et dans une visite en 1967 en Nouvelle-Zélande du mathématicien Bernhard Neumann au cours de laquelle il fait la promotion de liens entre les communautés mathématiques néo-zélandaise et australienne. Un comité de création de la nouvelle société est formé au colloque de 1973, malgré une certaine opposition de la part du Comité national pour les mathématiques de la Société royale de Nouvelle-Zélande,, et la société est fondée en 1974, avec David Vere-Jones comme président-fondateur.

## Activités
La société publie la Newsletter of the New Zealand Mathematical Society à raison de trois fois dans l'année et co-parraine le New Zealand Journal of Mathematics  (ISSN 1179-4984) avec le Département de mathématiques de l'université d'Auckland. Le journal a reçu son nom et ses parrainages en 1992, et il est le successeur d'une publication précédente, fondée en 1969, le Mathematical Chronicle de l'université d'Auckland.
Parmi les autres activités de la société on compte l'hébergement de concours étudiants, de professeurs invités, et de conférenciers pour le colloque, et la fourniture de bourses d'études pour permettre à des étudiants et des mathématiciens de Nouvelle-Zélande, d'assister à des conférences. Un petit nombre d'éminents mathématiciens ayant des liens avec la Nouvelle-Zélande ont été nommés membres honoraires à vie de la société, dont Henry Forder, Vaughan Jones et Bernhard Neumann.
Conjointement avec la London Mathematical Society, elle a créé en 1985 la conférence Forder qui permet tous les deux ans à un mathématicien britannique de donner des conférences dans la plupart des universités de Nouvelle-Zélande, puis en 2009, la conférence Aitken pour un mathématicien néo-zélandais invité dans des universités britanniques.

## Personnalités
- Astrid an Huef